# Geophilus easoni
Geophilus easoni är en mångfotingart som beskrevs av Arthur, Foddai, Kettle, Lewis, Luczynski och Minelli 200. Geophilus easoni ingår i släktet Geophilus och familjen storjordkrypare. Inga underarter finns listade i Catalogue of Life.